# 樟木头东站
樟木头东站是广惠城际铁路的高架车站，位于中国广东省东莞市樟木头镇。该站于2016年3月30日启用。

## 车站结构

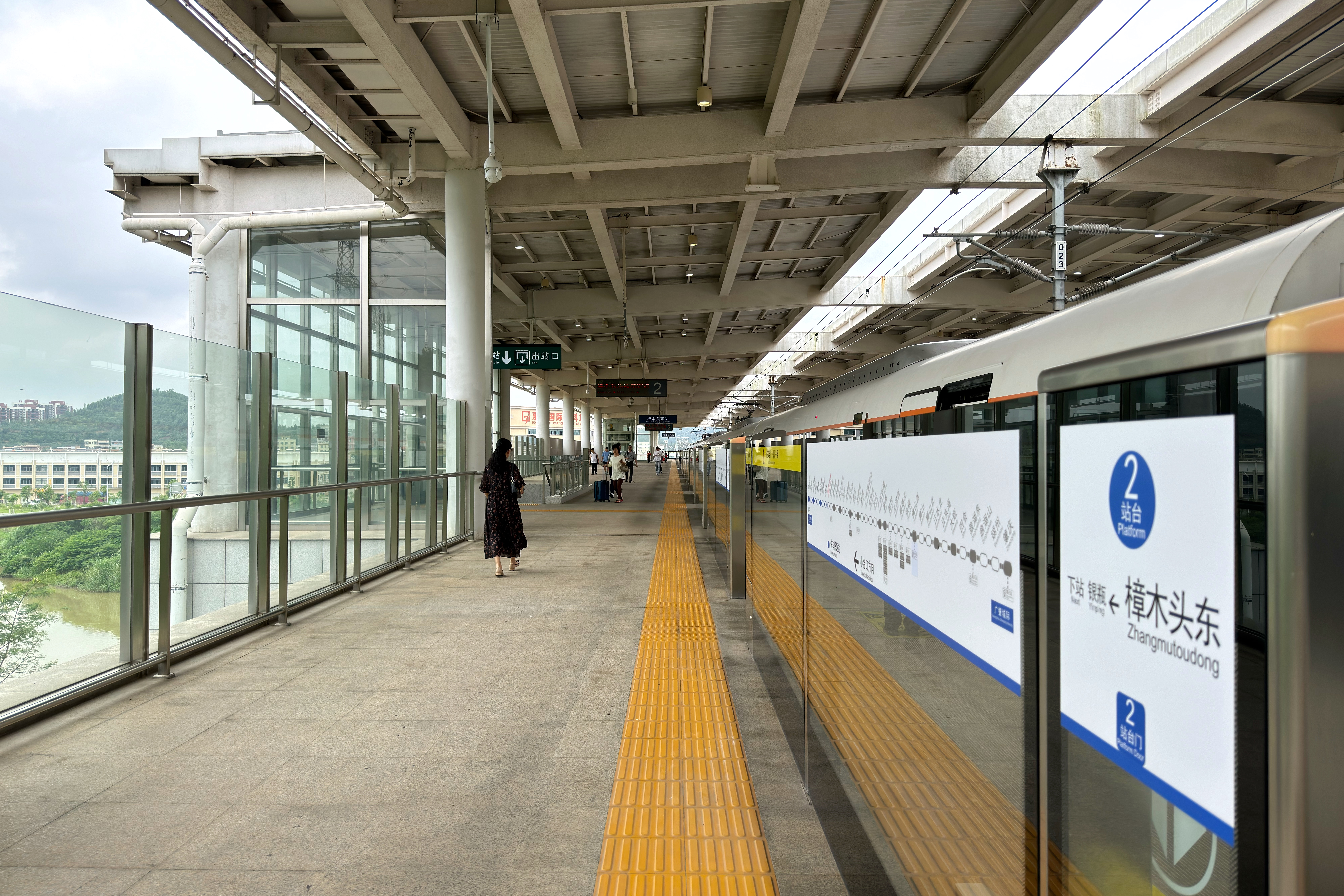
2站台

樟木头东站系路侧高架站设计，共上下两层。站房主体建筑面积3,707平方米，站台层面积3,893平方米，主体结构为站桥合一钢筋混凝土框架结构。车站采用线下式与下进下出的旅客流线形式，设有二台二线。

### 车站楼层
| 地上二层 | 侧式站台 | 侧式站台                          | 侧式站台 | 侧式站台 |
|          | 2站台    | 广惠城际 小金口方向（下站：银瓶） |          |          |
|          | 1站台    | 广惠城际 番禺方向（下站：常平东） |          |          |
|          | 侧式站台 |                                   |          |          |
| 地面     | 站厅     | 售票处、候车区、进站口、出站口    |          |          |

### 出入口
本站设有A、B两个出入口，车站启用初期仅开放A出入口。
|                                 |      |      |          |                      |
| 編號                            | 设施 | 图像 | 出口指示 | 建議前往的目的地     |
| A                               |      |      | 文裕路   | 樟木头东城轨站公交站 |
| 註： 設有 \| 設有 \| 設於同一層 |      |      |          |                      |

## 历史
本站在规划和建设阶段名为樟木头站，规划初期设于观音山森林公园西北侧。在东莞市及樟木头镇的建议下，为避免对城镇规划的切割，同时使线位更顺直，常平至谢岗段线位大幅向北偏移，本站一度取消设站；2010年铁道部介入珠三角城际铁路建设后，重新设计本线方案，并在东北方向现址处恢复设置樟木头站:87,92-97。
2011年7月10日，车站开始动工。为避免与同名国铁车站重名，本站于2015年末定名为樟木头东站。2016年3月30日，本站随莞惠城际小金口至常平东段开通而启用。车站开通时由广铁集团运营，2024年1月23日起交由广东城际运营。

## 接驳交通
本站设有配套的樟木头东城轨站公交站，供乘客接驳。
| 公交 \| 编号 \| 编号 \| 线路 \| 线路 \| 线路 \| 收费 \| 备注 \| \| ---- \| ---- \| -------------- \| ---- \| ---------- \| ---- \| --------------- \| \| \| 908 \| 樟木头东城轨站 \| ⇆ \| 绿茵温莎堡 \| 2元 \| 原 樟木头3、863 \| |      |                |      |            |      |                 |
| 编号 | 编号 | 线路           | 线路 | 线路       | 收费 | 备注            |
| | 908  | 樟木头东城轨站 | ⇆    | 绿茵温莎堡 | 2元  | 原 樟木头3、863 |